# Billy Talent
Billy Talent (antes conhecida como Pezz) é uma banda de punk rock canadense de Toronto, Ontário, formada em 1993.
A banda é constituída por Benjamin Kowalewicz (vocalista), Ian D'sa (Guitarrista), Jonathan Gallant (Baixista), Aaron Solowoniuk (Baterista), Jordan Hastings (Baterista).
A banda esteve com a formação original de Billy Talent até 2015, mas enquanto faziam o álbum Afraid of Heights Aaron Solowoniuk teve de se ausentar da Bateria porque a sua Esclerose Múltipla piorou e o seu estado de saúde não o permitia continuar. Aaron falou com a banda e decidiram que enquanto ele não recuperasse quem o substituiria seria Jordan Hastings, membro dos Alexisonfire e dos Say Yes. Por isso no álbum Afraid Of Heights Aaron apesar de ter escrito todas as partes da Bateria só gravou a bateria da Demo da música Leave Them All Behind. Durante a Afraid Of Heights tour Jordan tocou em todas as datas, em 2016 Aaron só tocou ao vivo a Surrender na última data em Varsóvia.
A banda existiu por quase uma década antes de alcançar o sucesso. Os membros conheceram-se e tocaram na Our Lady of Mount Carmel Secondary School.
Mudaram de Pezz para Billy Talent depois de um problema legal com o nome, não alteraram só o nome da banda mas também o tipo de música que tocavam.
Com uma conexão de Ben a banda conseguiu um acordo com a Warner Music Canada e depois assinaram mais um acordo com a Atlantic Records.

## História

### Pezz
Os Billy Talent conheceram-se na Our Lady of Mount Carmel Secondary School onde estavam divididos em duas bandas.
Em To Each His Own Ben era baterista da banda, saiu temporariamente e foi substituído por Aaron, Ben voltou para ser back vocal enquanto o vocalista era o actual videógrafo da banda Trevor Bowman, e Jon o baixista. E Ian pertencia aos Dragon Flower. Depois Ben, Jon, Ian e Aaron juntaram-se e formaram Pezz.
Gravaram duas demos, Dudebox e Demoluca, e gravaram um álbum Watoosh.

### Billy Talent
Em 1999 a banda mudou o seu nome para Billy Talent após enfrentar problemas legais com o nome antigo. O nome Billy Talent foi inspirado pela personagem "Billy Tallent" o guitarrista do documentário de Michael Turner's "Hard Core Logo". E com a mudança do nome decidiram mudar completamente a música que tocavam abandonando o que se inspiravam na altura de Pezz. Seguindo uma direcção mais virada para o punk-rock
Após o contrato com a Warner Music Canada (onde arranjaram o produtor Gavin Brown) e a Atlantic Records os Billy Talent lançaram o seu primeiro single Try Honesty e o Seu primeiro álbum Billy Talent I.
Em 2004 lançaram um documentário chamado Scandalous Travelers.
No primeiro álbum da Banda a primeira música, This Is How It Goes  fala sobre a doença de Aaron mas apenas em 2006 Aaron revelou para os Fãs em uma carta que o amigo de qual a música fala é ele e explica que ele foi diagnosticado com Esclerose Múltipla em 1999.
Line and Sinker entrou no filme The grind.
Em Junho de 2006 os Billy Talent lançaram o segundo álbum de estudo Billy Talent II, que foi novamente produzido por Gavin Brown mas teve pela primeira vez como co-produtor o Ian.
Com Billy Talent II a banda alcançou o topo das tabelas no Canada e também alcançou um grande sucesso no resto do mundo principalmente na Alemanha.
Em 2007 lançaram o primeiro DVD ao vivo 666.
Em 2008 abriram para os My Chemical Romance.
Uma das músicas mais famosas da banda, Red Flag entrou nos jogos Burnout:Revenge, SSX on tour, e NHL 06.
Em 2009 lançaram o terceiro álbum da trilogia, Billy Talent III, produzido por Brendan O'Brien. E foram em tour com os Cancer Bats, Alexisonfire e Against Me!.
Em 2012 os Billy Talent decidiram parar alterar o rumo e deixaram os três primeiros álbuns como uma trilogia surgindo assim o quarto álbum de estúdio da banda Dead Silence.
Dead Silence foi o primeiro álbum totalmente produzido por Ian. A primeira parte da Dead Silence tour foi cancelada devido ao Falecimento de Trevor, irmão de Aaron.
Em 2014 a banda lançou Hits, um greatest hits com um DVD ao vivo e um álbum de músicas de todos os álbuns mais duas músicas, Kingdom Of Zod e Chasing The Sun (dedicada a Trevor).
Com o álbum Afraid Of Heights a espera em vez de 3 anos foi de 4 anos. No começo de 2016 Aaron anunciou aos fãs por um vídeo que ele se ia retirar da banda temporariamente por uma recaída na sua doença e anunciou que enquanto ele não esta em condições para tocar quem tocaria por ele seria Jordan Hastings, baterista dos Alexisonfire e dos Say Yes. Em Junho de 2016 a banda fechou o grande festival Rock am Ring pela primeira vez porque as condições climáticas fizeram com que os horários tivessem de ser trocados.
Em Julho de 2016 Afraid Of Heights foi lançado.

## Álbuns de estúdio
Como Pezz
- Watoosh! (1999)

Como Billy Talent
- Billy Talent (2003)
- Billy Talent II (2006)
- Billy Talent III (2009)
- Dead Silence (2012)
- Afraid of Heights (2016)